# Графиня Тандская
«Графиня Тандская» (фр. La Comtesse de Tende) — новелла французской писательницы госпожи де Лафайет, впервые опубликованная в 1718 году, после смерти автора. Считается одним из лучших её произведений, повлиявшим на развитие психологической прозы в XIX веке.

## Сюжет
Действие новеллы происходит во Франции во второй половине XVI века, в эпоху гугенотских войн. Главная героиня — существовавшая в реальности Кларисса Строцци, дочь Пьеро Строцци и Леодамии Медичи, двоюродная племянница королевы Екатерины Медичи, ставшая женой Онора I Савойского, графа Тандского (Тенда) из побочной ветви Савойской династии. При этом изображение исторических реалий сведено к минимуму, автора интересуют только психологические перипетии (по большей части выдуманные). Графиня в новелле становится любовницей шевалье Наваррского, теряет зачатого от него ребёнка и умирает. Её смерть литературоведы трактуют как символическое самоубийство.

## Публикация и восприятие
«Графиня Тандская» была впервые опубликована в 1718 году в журнале «Нуво Меркюр» без указания автора. В 1724 году в том же журнале, переименованном в «Меркюр де Франс», новелла вышла во второй раз с подзаголовком «Краткое историческое повествование, принадлежащее перу госпожи де Лафайет».
О времени написания новеллы ничего не известно. Существует мнение, что госпожа де Лафайет написала «Графиню Тандскую» в конце жизни, завершив таким образом условную трилогию (первые её части — «Принцесса де Монпансье» и «Принцесса Клевская»). Противники этой гипотезы обращают внимание на незрелую стилистику и определённые особенности трактовки новеллистического жанра и относят «Графиню Тандскую» к более раннему периоду творчества писательницы, до «Принцессы Клевской», опубликованной в 1678 году.